# Marcel Vallée
Marcel Vallée, né le 15 janvier 1880 dans le 3e arrondissement de Paris et mort le 31 octobre 1957 à Fontaine-le-Port (Seine-et-Marne), est un acteur français.

## Biographie
Fils de Jean-Léon Vallée, horloger originaire de Morteau et de son épouse Louise-Charlotte Beyssen, couturière, Marcel Vallée, à l'origine orfèvre, devint figurant de théâtre à partir de 1902. Embauché au cinéma par Max Linder en 1906, il tourne de nombreux films muets et sonores et notamment dans deux versions de Topaze en 1932 et 1950, où il reprend le rôle qu'il a créé sur scène en 1928, celui de Muche, le colérique directeur de la pension Muche.
Au théâtre, il a notamment joué avec la troupe de Firmin Gémier puis avec Jacques Copeau. Dans un de ses rôles sur scène, Colette remarque « son comique têtu et son beau petit œil d'éléphant ».
Il a épousé successivement les actrices Joséphine Dupont en 1911, Madeleine Geoffroy en 1915 et Jeanne Pérez en 1932 (la sœur de l'acteur Marcel Pérès).

## Filmographie

### Période muette
- Série de courts métrages comiques avec Max Linder
- 1918 : La Faute d'orthographe de Jacques Feyder
- 1921 : Le Tonnerre de Louis Delluc - court métrage -
- 1921 : Les Trois Mousquetaires de Henri Diamant-Berger : Mousqueton
- 1922 : Vingt Ans après d'Henri Diamant-Berger : Mousqueton
- 1922 : Don Juan et Faust de Marcel L'Herbier
- 1922 : Gonzague de Henri Diamant-Berger
- 1923 : L'Affaire de la rue de Lourcine de Henri Diamant-Berger - sous réserves -
- 1923 : Le Roi de la vitesse de Henri Diamant-Berger
- 1923 : Ma tante d'Honfleur de Robert Saidreau
- 1923 : Boubouroche de Robert Saidreau
- 1923 : À la gare de Henri Diamant-Berger
- 1924 : L'Emprise de Henri Diamant-Berger
- 1924 : Un fil à la patte de Robert Saidreau
- 1925 : Paris qui dort de René Clair
- 1927 : Les Transatlantiques de Pierre Colombier
- 1929 : La Dame de bronze et le monsieur de cristal de Marcel Manchez
- 1929 : Intermède de Gaston Briard et René Guy-Grand

### Période 1930/1935
- 1930 : Paris la nuit d'Henri Diamant-Berger
- 1930 : Le Mystère de la chambre jaune de Marcel L'Herbier
- 1930 : Un drame dans la tempête de Henri Diamant-Berger - court métrage -
- 1930 : Monsieur Gazon d'Henri Diamant-Berger - court métrage -
- 1931 : Tumultes de Robert Siodmak
- 1931 : Côte d'amour de Roger Capellani
- 1931 : Les Nuits de Port-Saïd de Leo Mittler
- 1931 : Tu m'oublieras d'Henri Diamant-Berger
- 1931 : Je t'adore, mais pourquoi ? de Pierre Colombier
- 1931 : Une nuit à l'hôtel de Leo Mittler
- 1931 : Sola d'Henri Diamant-Berger : Célestin
- 1931 : Tout s'arrange d'Henri Diamant-Berger
- 1931 : L'Accordeur d'Henri Diamant-Berger - court métrage -
- 1931 : Le Séducteur ingénu - court métrage -
- 1931 : Le Voisin du dessus d'André Chotin - court métrage -
- 1931 : Le Collier de perles de Louis Mercanton - court métrage -
- 1932 : La Bonne Aventure d'Henri Diamant-Berger
- 1932 : L'Enfant du miracle de D.B. Maurice : Croche
- 1932 : Le Cordon bleu de Karl Anton
- 1932 : Une étoile disparait de Robert Villers
- 1932 : IF1 ne répond plus de Karl Hartl
- 1932 : La Fille et le Garçon de Wilhelm Thiele
- 1932 : Mirages de Paris de Fedor Ozep : Tonnerre
- 1932 : Chassé-croisé de Maurice Diamant-Berger - court métrage -
- 1932 : Un client sérieux de Claude Autant-Lara - court métrage -
- 1932 : Général, à vos ordres de Maurice Diamant-Berger - court métrage -
- 1932 : La Machine à sous d'Emil-Edwin Reinert - court métrage -
- 1933 : Topaze de Louis Gasnier : Muche
- 1933 : Prince des Six Jours de Robert Vernay
- 1933 : Le Petit Roi de Julien Duvivier
- 1933 : L'Amour guide de Jean Boyer et Norman Taurog
- 1933 : Judex 34 de Maurice Champreux
- 1933 : Une vie perdue de Raymond Rouleau et Alexander Esway
- 1934 : Le Billet de mille de Marc Didier
- 1934 : La Chanson de l'adieu de Géza von Bolváry et Albert Valentin
- 1934 : Caravane d'Erik Charell
- 1934 : La Veuve joyeuse d'Ernst Lubitsch
- 1934 : Série 7 no 77777 de Victor de Fast - court métrage -
- 1934 : Zouzou  de Marc Allégret : M. Trompe, directeur du music-hall
- 1935 : Divine de Max Ophüls
- 1935 : Cavalerie légère de Werner Hochbaum et Roger Vitrac
- 1935 : Les Parents terribles de Robert Bibal - court métrage -
- 1935 : Sans elle de M. Deleric - court métrage -

### Période 1936/1939
- 1936 : Bichon de Fernand Rivers
- 1936 : Avec le sourire de Maurice Tourneur
- 1936 : Les Loups entre eux de Léon Mathot
- 1936 : Prête-moi ta femme de Maurice Cammage
- 1936 : La Reine des resquilleuses de Max Glass et Marco de Gastyne
- 1936 : Le Mari rêvé de Roger Capellani : M. Roland
- 1937 : L'Homme du jour de Julien Duvivier
- 1937 : Cinderella de Pierre Caron
- 1937 : L'Homme de nulle part de Pierre Chenal
- 1937 : Le Chemin de la lumière de Paul Mesnier
- 1937 : Miarka, la fille à l'ourse de Jean Choux
- 1937 : Le Puritain de Jeff Musso
- 1937 : Rendez-vous Champs-Élysées de Jacques Houssin
- 1938 : La Route enchantée de Pierre Caron
- 1938 : Belle Étoile de Jacques de Baroncelli : le président
- 1938 : Mon curé chez les riches de Jean Boyer
- 1938 : Café de Paris d'Yves Mirande
- 1938 : Les Femmes collantes de Pierre Caron
- 1938 : Feux de joie de Jacques Houssin
- 1938 : Petite Peste de Jean de Limur
- 1938 : Prince Bouboule de Jacques Houssin
- 1938 : Prince de mon cœur de Jacques Daniel-Norman
- 1938 : Son oncle de Normandie de Jean Dréville
- 1938 : Vacances payées de Maurice Cammage : L'inspecteur de police
- 1939 : Courrier d'Asie de Oscar-Paul Gilbert
- 1939 : Les Cinq Sous de Lavarède  de Maurice Cammage : M. Bouvreuil, le créancier
- 1939 : Le Dernier Tournant  de Pierre Chenal : le juge
- 1939 : La Famille Duraton de Christian Stengel
- 1939 : Fric-Frac de Maurice Lehmann et Claude Autant-Lara : M. Mercandieu, le bijoutier
- 1939 : Le Paradis des voleurs de Lucien-Charles Marsoudet
- 1939 : Tourbillon de Paris de Henri Diamant-Berger
- 1939 : Vous seule que j'aime de Henri Fescourt

### Période 1940/1949
- 1940 : Bécassine de Pierre Caron : l'oncle
- 1940 : Sérénade de Jean Boyer
- 1940 : Moulin rouge d'André Hugon
- 1940 : La Comédie du bonheur de Marcel L'Herbier
- 1940 : Ils étaient cinq permissionnaires de Pierre Caron
- 1940 : Le Roi des galéjeurs de Fernand Rivers
- 1941 : Ce n'est pas moi de Jacques de Baroncelli
- 1941 : Le Club des soupirants de Maurice Gleize : Henri Palmer
- 1942 : Opéra-Musette de René Lefèvre et Claude Renoir
- 1942 : Le Voile bleu de Jean Stelli
- 1942 : Le journal tombe à cinq heures de Georges Lacombe
- 1942 : La Femme que j'ai le plus aimée de Robert Vernay : le critique
- 1942 : Haut-le-Vent de Jacques de Baroncelli
- 1942 : Signé illisible de Christian Chamborant
- 1942 : Cabarets montmartrois de Pierre Ramelot - court métrage -
- 1943 : Fou d'amour de Paul Mesnier
- 1943 : Le Soleil de minuit de Bernard Roland
- 1945 : L'Extravagante Mission d'Henri Calef
- 1946 : Le Couple idéal de Bernard Roland et Raymond Rouleau : le metteur en scène de Diavolo
- 1946 : On demande un ménage de Maurice Cam
- 1946 : Les J3 de Roger Richebé
- 1946 : On ne meurt pas comme ça de Jean Boyer
- 1946 : Cœur de coq de Maurice Cloche : M. Tournesol, le directeur de l'imprimerie
- 1947 : Rendez-vous à Paris de Gilles Grangier
- 1946 : Bâtir pour l'homme de Maurice Labro - court métrage -
- 1947 : Monsieur Vincent de Maurice Cloche : l'administrateur des hospices
- 1948 : Le Maître de forges de Fernand Rivers
- 1948 : Neuf garçons, un cœur de Georges Friedland
- 1948 : Toute la famille était là de Jean de Marguenat
- 1948 : Sergil et le Dictateur de Jacques Daroy
- 1949 : Branquignol de Robert Dhéry : le préfet
- 1949 : Ronde de nuit de François Campaux

### Période 1950/1956
- 1950 : Trois Marins dans un couvent d'Émile Couzinet
- 1951 : Topaze de Marcel Pagnol : M. Muche, le directeur de l'institut
- 1951 : Le Don d'Adèle d'Émile Couzinet
- 1951 : Un jour avec vous de Jean-René Legrand
- 1952 : Poil de carotte de Paul Mesnier : le directeur
- 1952 : Le Curé de Saint-Amour d'Émile Couzinet
- 1952 : Bacchus mène la danse de Jacques Houssin (film inachevé)
- 1953 : Quand te tues-tu ? d'Émile Couzinet
- 1954 : La rafle est pour ce soir : le curé
- 1955 : Napoléon de Sacha Guitry : le général Carteaux
- 1957 : Assassins et Voleurs de Sacha Guitry : l'antiquaire

## Théâtre
- 1911 : L'Hirondelle de Ath. Moreux et J. Pérard, mise en scène Firmin Gémier, Esplanade des Invalides, Théâtre national ambulant Gémier
- 1913 : Le Procureur Hallers de Louis Forest et Henry de Gorsse d'après Paul Lindau, mise en scène Firmin Gémier, Théâtre Antoine
- 1914 : Un grand bourgeois d'Émile Fabre, mise en scène Firmin Gémier, Théâtre Antoine
- 1917 : Les Fourberies de Scapin de Molière, mise en scène Jacques Copeau, Garrick's Theatre New York
- 1917 : La Jalousie du barbouillé de Molière, mise en scène Jacques Copeau, Garrick's Theatre New York
- 1918 : La Petite Marquise d'Henri Meilhac et Daniel Halevy, mise en scène Jacques Copeau, Garrick's Theatre New York
- 1921 : L'Affaire des poisons de Victorien Sardou, Trianon Palace
- 1922 : Le Maître à l'école d'Emmanuel Dénarié, Théâtre de l'Odéon
- 1922 : Molière de Henry Dupuy-Mazuel et Jean-José Frappa, mise en scène Firmin Gémier, Théâtre de l'Odéon
- 1928 : Topaze de Marcel Pagnol, Théâtre des Variétés
- 1935 : Bichon de Jean de Létraz, Théâtre de la Michodière
- 1936 : L'Auberge du chat coiffé opérette d'André Barde et Alfred Lavauzelle, musique Joseph Szulc, Théâtre Pigalle
- 1937 : Deux de la police (Trois de la police) de Pierre Chambard et Marcel Dubois, metteur en scène Max de Rieux, Théâtre des Deux Masques
- 1951 : Victor de Henry Bernstein, mise en scène de l'auteur, Théâtre des Ambassadeurs
- 1952 : Feu Monsieur de Marcy de Raymond Vincy et Max Régnier, mise en scène Georges Douking, Théâtre de la Porte Saint Martin
- 1954 : Les J3 de Roger-Ferdinand, mise en scène Jacques Baumer, théâtre de l'Ambigu
- 1956 : La Cuisine des anges d'Albert Husson, mise en scène Christian-Gérard, Théâtre des Célestins